# San Giovanni di Gerace
San Giovanni di Gerace è un comune italiano di 398 abitanti della città metropolitana di Reggio Calabria in Calabria.

## Origini del nome
Al nascente centro abitato, sorto attorno all’oratorio basiliano, venne attribuito il nome del santo patrono san Giovanni Battista, che ne divenne il protettore. Più tardi gli fu attribuita la specificazione attestante l’appartenenza alla diocesi e al circondario di Gerace, per distinguerlo da altri centri abitati che portavano lo stesso nome e si trovavano nella stessa provincia o regione. In alcuni documenti ecclesiastici il paese viene designato come Casale di San Giovanni, Oppido di San Giovanni, San Giovanni della Prima Calabria Ulteriore, fino alla sua attuale denominazione di San Giovanni di Gerace, in provincia di Calabria Ultra I, cioè di Reggio di Calabria, sancita con un decreto del Re Vittorio Emanuele II del 26 marzo 1863, dietro regolare deliberazione del consiglio comunale del 15 agosto 1862.

## Storia
Le origini del paese risalgono all’epoca bizantino-basiliana (VI - XI secolo d.C.). Il primo embrione del paese deve con molta attendibilità trae origine da due avvenimenti storici importanti: da un lato l’affluire nelle zone interne della provincia reggina di popolazioni che qui trovavano riparo dalle incursioni cui erano soggette le zone costiere, dall’altro l’arrivo dei monaci basiliani in Calabria.
Nella zona di San Giovanni furono principalmente due gli stanziamenti monastici basiliani: quello di San Teodoro, situato nella località omonima, e quello di San Giovanni Profeta, Precursore e Battista, posto nella parte più bassa del centro abitato attuale. Attorno a quest’ultimo monastero, con ogni probabilità, nacque il primo nucleo civile del paese, che sarebbe poi diventato il Casale di San Giovanni e che dopo varie denominazioni avrebbe raggiunto, nell'Ottocento, quella ufficiale e definitiva di San Giovanni di Gerace.
Il centro abitato di S.Giovanni era anticamente suddiviso in due raggruppamenti urbani: Jusu Casali (zona bassa del paese) e Susu Casali (zona alta). Questi, a loro volta erano divisi in Rughe (rioni) o “Vineji” (vicoli), contraddistinte da un nome identificativo. Le più popolate erano: Vajuni, Jusu Casali, Palazzu e Furmali. Questa suddivisione è rimasta fino ai nostri giorni. Luogo di ritrovo abituale è  'A Chjazza situata al centro del paese dove è centro di incontro per la comunità sangiovannese.

## Monumenti e luoghi d'interesse

### Santuario della Madonna delle Grazie
È uno dei centri religiosi più importanti della Locride.
Il 31 maggio 1960 il Vescovo di Locri-Gerace elevò il santuario a santuario maggiore, riconoscendone l'importanza storica e religiosa.
Il santuario, ad una navata fu decorato dall'artista Francesco Gangemi con stucchi. Sopra l’altare maggiore, marmoreo, una nicchia costruita alla fine degli anni ‘40 da Raffaele Pata (discepolo del Gangemi), accoglie la statua della Madonna delle Grazie.
Altre edicole all'interno della chiesa fanno da cornice alle statue di Santa Filomena, Santa Maria del Carmelo, San Giuseppe e San Pietro. La prima costruzione è stata avviata nel 1407, in seguito all'apparizione della Vergine a Domenico Totino. Crollata e abbandonata, fu riedificata nel 1649. La piccola cappella rurale venne rasa al suolo dal terremoto del 1783. L'attuale edificio fu costruito nel 1843.

### Chiesa di San Giovanni Battista
Sorge nelle adiacenze della «Corte», dei Baroni di Grotteria. Non si conosce l'anno di fondazione, ma si ipotizza che il primo nucleo del centro abitato del paese vi sia sorto intorno.
È ad una navata e nella parte absidale è decorata con stucchi. Sulla parete di fondo, dietro l'altare maggiore, c'è la cappella ad opera di Raffaele Pata nella quale viene custodita la statua lignea del santo patrono (opera di scuola napoletana, restaurato da Rocco Murizzi, da Tresilico nel 1889, e da Fortunato Salerno da Gerace nel 1944).
Oltre all'altare maggiore ci sono altri due altari laterali: quello della parete di destra, dedicato alla Madonna del Carmine, con grande tela ad olio raffigurante la titolare; e quello della parete di sinistra, dedicato a San Francesco di Paola, del quale si conserva un quadro su tela ad olio.
Gli ultimi lavori sono stati la costruzione della sacrestia e il rifacimento dell'intero tetto. Nel giugno 2002, il restauro di una parte della statua di San Giovanni Battista a cura dell'artista Corrado Armocida.

## Società

### Evoluzione demografica
Abitanti censiti

## Economia

### Artigianato
Tra le attività più tradizionali vi sono quelle artigianali, che si distinguono per la lavorazione del vimini, finalizzata alla realizzazione di canestri e di gerle, oltreché per la produzione di formaggi.

## Infrastrutture e trasporti
Il comune è collegato con la Strada statale 501 di Mongiana.

## Amministrazione
| Periodo        | Periodo        | Primo cittadino          | Partito                                    | Carica  | Note |
| -------------- | -------------- | ------------------------ | ------------------------------------------ | ------- | ---- |
| 23 aprile 1995 | 13 giugno 1999 | Giovanni Nesci           | lista civica di centro-sinistra            | sindaco |      |
| 13 giugno 1999 | 13 giugno 2004 | Giovanni Nesci           | lista civica di centro-sinistra            | sindaco |      |
| 13 giugno 2004 | 7 giugno 2009  | Giovanni Mario Pittari   | lista civica di centro-sinistra            | sindaco |      |
| 7 giugno 2009  | 25 maggio 2014 | Giovanni Mario Pittari   | lista civica                               | sindaco |      |
| 25 maggio 2014 | 26 maggio 2019 | Pino Vumbaca             | lista civica Mi impegno! Per i cambiamenti | sindaco |      |
| 26 maggio 2019 | in carica      | Giovanni Antonio Pittari | lista civica Insieme                       | sindaco |      |